# Martin Valente
Pour les articles homonymes, voir Valente.
Martin Valente est un réalisateur et scénariste, également documentariste, français né le 24 avril 1967 à Paris.

## Biographie
Martin Valente a fréquenté le Lycée Marcelin Berthelot à Saint-Maur-des-Fossés dans les années 1980.
Il étudie dans les années 80 au conservatoire de Saint maur des fossés sous l'égide de maitre Pierre Della Torre.
Il commence sa carrière par la réalisation de trois courts métrages : Échecs et plonge en 1998, avec Lorànt Deutsch, puis en 2000 La déclaration avec Blanche de Saint Phalle, puis Ta sœur, à nouveau avec Lorànt Deutsch. 
Cet acteur est à l'affiche du premier long métrage de Martin Valente, Les Amateurs, dont le scénario, écrit par le cinéaste, est inspiré de l'intrigue de Ta sœur.
Martin Valente est également l'auteur de deux documentaires, Radioscopie d'une fac ordinaire et Cannes, les coulisses d'un festival, réalisés, respectivement, en 1998 et 2000.

## Filmographie

### Comme réalisateur
- 2004 : Les Amateurs
- 2007 : Fragile(s)
- 2012 : Un jour mon père viendra

### Comme scénariste
- 2004 : Les Amateurs
- 2007 : Fragile(s)
- 2012 : Un jour mon père viendra